# Manoir d'Hastrel
Le manoir d'Hastrel est situé sur la commune de Rivedoux-Plage, dans le département de la Charente-Maritime.

## Historique
La seigneurie de Rivedoux date du 15 janvier 1480. 
En 1593, messire Jean Arnaud Bruneau, écuyer, fait construire autour de son manoir les premières maisons de Rivedoux. 
Le manoir passe ensuite à la famille d'Hastrel, devenue seigneur de Rivedoux (une rue de la commune porte le nom du comte d'Hastrel).
La chapelle est construite en 1724.